# GFC Ajaccio Volley-Ball
O Gazélec Football Club Olympique Ajaccio Volley-Ball, mais conhecido apenas como GFC Ajaccio Volley-Ball, é um time de voleibol masculino da cidade de Ajaccio, França. Atualmente o clube disputa a Ligue B, a segunda divisão do campeonato francês.

## Histórico
O clube foi fundado em 1967 como uma seção de voleibol do Gazélec Football Club Ajaccio. Em 1991 fez sua primeira aparição no Nationale 3. Duas temporadas depois foi campeão da Nationale 3, tendo conquistado o direito de competir na Nationale 2. Em 1995 foi vice-campeão da França na Nationale 2 e conseguiu a adesão à Nationale 1B. Em 1997 foi vice-campeão da França na Nationale 1B e adesão ao Pro A.
Na temporada 2015–16 o clube conquistou o primeiro título da primeira divisão de sua história. Disputando a final contra o Rennes Volley 35, a equipe de Ajaccio conquistou o título da Copa da França da temporada ao vencer a partida por 3 sets a 2, com parciais de 23–25, 25–15, 21–25 e 16–14. Com a conquista do inédito título, o GFC Ajaccio garantiu vaga para disputar a Supercopa Francesa de 2016, onde sagrou-se campeão ao superar o Paris Volley – então campeão da Ligue A de 2015–16 – por 3 sets a 2.
Na temporada seguinte, a equipe azul-vermelho conquistou o bicampeonato da Copa da França vencendo na final a equipe do Nantes Rezé Métropole Volley em 3 sets a 0.

## Títulos
Copa da França
- Campeão: 2015–16, 2016–17

 Supercopa Francesa
- Campeão: 2016
- Vice-campeão: 2017

 Campeonato Francês - Ligue B
- Campeão: 2008–09
- Vice-campeão: 1996–97, 2006–07